# Товарен транспорт
Транспортът на контейнери по пътищата става с камиони или автомобили—контейнеровози. Контейнеровозите се състоят от седлови влекач и полуремарке, които заедно се обозначават като автомобил с полуремарке.
В зависимост от конструктивните им особености полуремаркетата се подразделят на:
- с носеща рама
- в платформено изпълнение -- подходящи както за контейнери, така и за други товари
- с краново устройство -- могат да поставят и свалят контейнера самостоятелно
- в самосвално изпълнение – позволяват разтоварване на насипни товари чрез накланяне на товара.

Класът по големина се дава според теглото на полезния товар на автомобила, респ. на автомобили с полуремаркета.
Под основен тип се разбира такъв автомобил с определена големина, който може да варира като товарен автомобил, автомобил с полуремарке или влекач.

## Международни сдружения и политики
CMR конвенция
Международен съюз за автомобилен транспорт (IRU)